# It's the Easter Beagle, Charlie Brown
It's the Easter Beagle, Charlie Brown, en español conocido como Es el sabueso de Pascua, Charlie Brown es el decimosegundo especial animado en horario prime-time basado en el popular cómic diario Peanuts, de Charles M. Schulz. Su estreno fue el 9 de abril de 1974 .

## Sinopsis
Si bien los chicos de la banda de Peanuts se preparan para la Pascua, Linus dice que todo es una pérdida de tiempo e intenta convencer a los chicos de que el Sabueso de Pascua se encargará de todo, pero nadie lo escucha. Solo Sally le cree, aunque ella tiene sus dudas debido al fiasco ocurrido en la Noche de Brujas, en la que esperó toda una noche a la Gran Calabaza.
Peppermint Patty y Marcie intentan colorear los huevos, pero como esta última nunca lo ha hecho, ella no sabe cómo prepararlos de forma adecuada. En el primer intento de Marcie, fríe los huevos en una sartén. En su segundo intento, intenta cocinar 4 huevos en una wafflera, luego, trata de poner uno en la tostadora, sin éxito. Luego, toma ese y los huevos restantes y los hace al horno. En el último intento de Marcie, Patty le dice que hay que hervir los huevos, por lo que ella los rompe y los hierve, haciendo sin querer sopa de huevo. Cada intento fallido termina con Peppermint Patty dejando escapar un grito de exasperación.
Woodstock despierta temblando de frío de una lluvia de primavera en su nido al aire libre, por lo que va con Snoopy en busca de ayuda, que va a la tienda a comprar una casa de pájaros para su amigo. Woodstock primero la odia, pero pronto renueva el interior convirtiéndolo en una casa de soltero de los '70, con televisión, obras de arte contemporáneo, una cama hundida, alfombras y un sistema estéreo cuadrafónico. Con curiosidad por ver dentro, Snoopy accidentalmente rompe en pedazos la casa cuando su hocico se queda atascado en el orificio de entrada. Así que vuelve a la tienda por departamentos a comprar otra casa para su emplumado amigo.
Lucy, cree, sin vacilar, que la Semana Santa es la "temporada de recibir regalos" a diferencia de Schroeder. Ella organiza su propia búsqueda de huevos de Pascua, ocultando cada huevo que pintó para encontrarlos todos en la mañana de Pascua. Sin ella saberlo, Snoopy la sigue y toma los huevos.
La mañana de Pascua llega, y lo mismo ocurre con el Sabueso de Pascua, que lanza huevos a todos, incluso a Woodstock en su nueva casa de pájaros. Por desgracia, se queda sin huevos cuando llega con Charlie Brown, y responde con una sonrisa avergonzada mostrnado la canasta vacía.
Lucy se da cuenta de que el Sabueso de Pascua le dio uno de sus propios huevos, y 10 semanas después, sigue furiosa por eso, por lo que Linus le sugiere que vaya a hablarlo con Snoopy. Llega a la caseta de Snoopy para pelear con él, pero Snoopy termina la pelea con un encantador beso en la mejilla. 

## Reparto
| Personaje          | Actor de Voz Original | Actor de redoblaje (Latinoamérica) |
| ------------------ | --------------------- | ---------------------------------- |
| Charlie Brown      | Todd Barbee           | José Manuel Vieira                 |
| Lucy               | Melanie Kohn          | Lilo Schmid                        |
| Schroeder          | Greg Felton           | Sergio Sáez                        |
| Linus              | Stephen Shea          | Maythe Guedes                      |
| Peppermint Patty   | Linda Ercoli          | María Teresa Hernández             |
| Sally              | Lynn Mortensen        | Rossana Cicconi                    |
| Marcie             | James Ahrens          | Mercedes Prato                     |
| Snoopy & Woodstock | Bill Melendez         | Bill Melendez                      |

## Difusión

### Emisión televisiva
Actualmente los derechos de emisión en Estados Unidos los tiene ABC. 

### Lanzamiento en VHS y DVD
En VHS, el especial fue lanzado por Paramount Home Entertainment. 
En DVD fue lanzado dos veces. Primero, el 4 de marzo de 2003 por Paramount Home Entertainment. Luego por Warner Home Video el 15 de febrero de 2008. En ambas ocasiones el especial adicional era Es el Día del Árbol, Charlie Brown (It's Arbor Day, Charlie Brown).